# Pia desideria

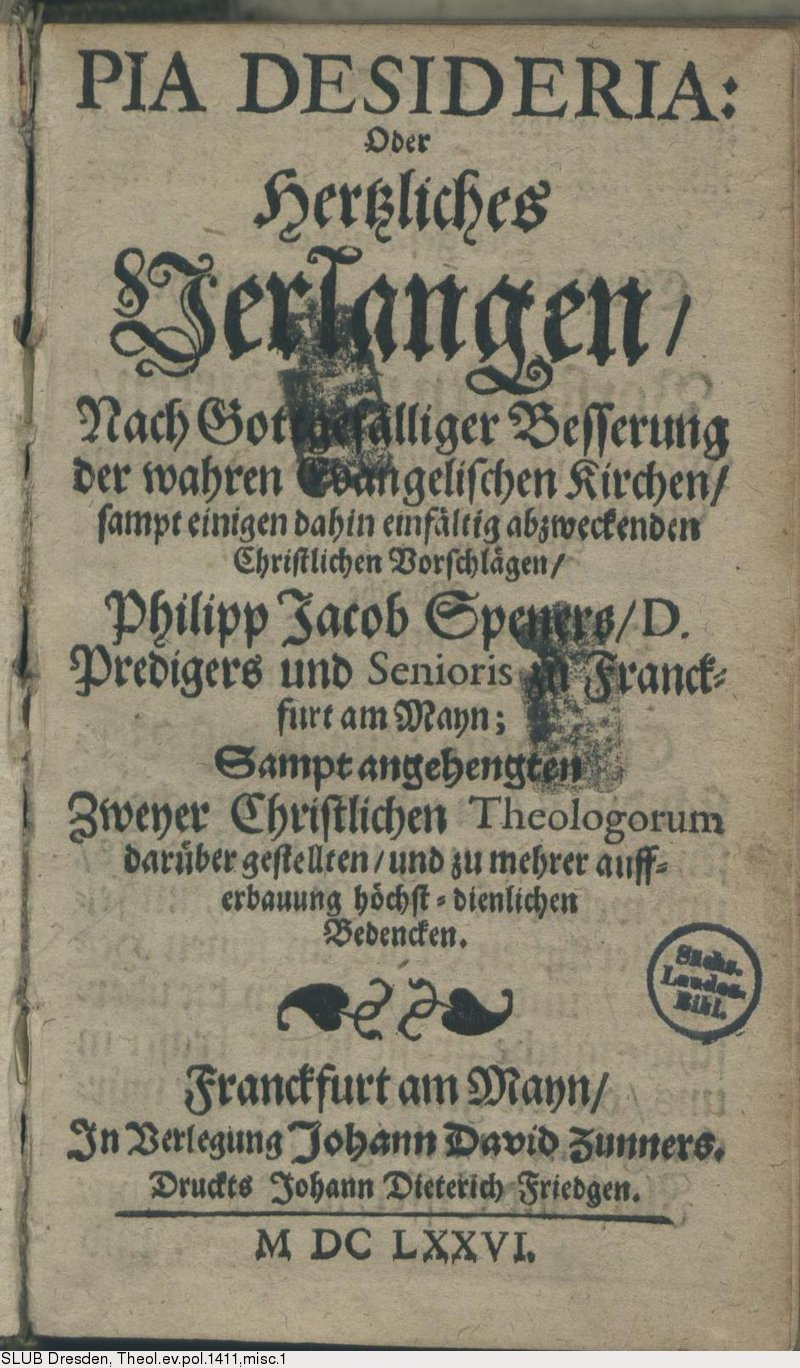
Pia desideria (1676)

Pia desideria (mit dem Untertitel Herzliches Verlangen nach gottgefälliger Besserung der wahren evangelischen Kirchen) ist der Titel einer 1675 erschienenen Schrift von Philipp Jacob Spener. Sie enthält das Kirchenreformprogramm des Pietismus.
Als gelehrte Redensart (von lat. pius „fromm“ und desiderium „Wunsch“) bezeichnet pia desideria gutgemeinte, aber unerfüllbare Wünsche. Auch der Jesuit Herman Hugo veröffentlichte bereits 1627 eine Schrift unter diesem Titel.

## Anlass und Ausgaben
Philipp Jacob Spener hatte 1670 in Frankfurt die Bildung der ersten Konventikel (lat. „collegium pietatis“) betrieben, um in einer (seiner Meinung nach) glaubensstarr gewordenen (lutherischen) Volkskirche ein erneuertes, lebendiges Glaubensleben zu befördern. 1675 (Erscheinungsdatum war der 24. März) besorgte er eine Neuausgabe der Evangelienpostille von Johann Arndt, dessen Schriften zu seinen hauptsächlichen Inspirationsquellen gehörten. Dieser Neuausgabe fügte er ein Vorwort bei, das Vorschläge zur Reform der lutherischen Kirche enthielt. Spener hatte die Schrift vor der Drucklegung vom Frankfurter Predigerministerium approbieren lassen und versandte Sonderdrucke an zahlreiche befreundete Theologen.
Noch im gleichen Jahr, im September 1675 (aber mit der Jahreszahl 1676), veröffentlichte Spener die Programmschrift erneut unter dem Titel Pia desideria als eigene Publikation, ergänzt um eine Widmung, eine Vorrede und zwei Gutachten seiner beiden Schwäger Joachim Stoll und Johann Heinrich Horb. Erst dieser Separatdruck ist die eigentliche Pia desideria und ist von der ursprünglichen Postillenvorrede begrifflich zu unterscheiden.
1676 erschien eine weitere Auflage; 1678 folgte eine lateinische Übersetzung, ohne die Gutachten, dafür mit einem Anhang zur Frage der Bekehrung der Juden, der 1680 auch in die nächste deutsche Auflage aufgenommen wurde. 1699 ließ Spener die Schrift in seine Ersten Geistlichen Schriften aufnehmen. Nach seinem Tod erschienen zahlreiche weitere Auflagen, Neuausgaben und Übersetzungen.

## Inhalt
In der Forschung wird dieses Werk in drei Teile gegliedert: Diagnose, Prognose und Therapie.

### Diagnose: Reformbedürftigkeit – „Allgemeine Klage“
Die Klage, mit der Spener die radikale Kirchenkritik separatistischer und spiritualistischer Kreise aufnimmt, ist zweistufig aufgebaut.
1. Spener beklagt „Gebrechen“, in allen drei Ständen, vor allem den Mangel an wahrem, lebendigem Glauben sowie „Fleischeslust, Augenlust und hoffärtiges Leben“ im geistlichen Stand. Er betont aber gleichzeitig, dass die evangelische Kirche als einzige die reine Lehre habe. Der Laienstand wiederum leide in der Folge an mangelnder Orientierung, die sich in Trunksucht, der Neigung zu Rechtsprozessen, fehlender Nächstenliebe, rein äußerlichem Hören des Wortes (das aber nicht ins Herz dringt) und anderem äußert. 2. Er zeigt die Folgen des diagnostizierten Zustands auf: Juden und andere Irrgläubige, vor allem Papisten, werden von der Bekehrung abgehalten. Außerdem veranlasse es Kritiker zu der Behauptung, auch die Lehre sei falsch.

### Prognose – „Hoffnung einer Besserung in der Kirche“
Spener erwartet einen „bessern zustand“ der Kirche hier auf der Erde. Auffällig ist, dass er keine konkreten Beschreibungen vornimmt, sondern lediglich mit Komparativen wie „besser“, „herrlicher“, „seliger“ o. ä. operiert, also keine vollkommene Kirche erwartet. Einen Zustand wie den von ihm erwarteten hat es laut Spener zur Zeit der ersten christlichen Kirche gegeben. Zur Begründung führt er zwei seiner Meinung nach bisher nicht erfüllte biblische Verheißungen an, nämlich die Bekehrung der Juden (Röm 11,25f ) und den Untergang der römischen Kirche (Offb 18,1ff ). Obwohl diese Verheißungen auf jeden Fall in Erfüllung gehen, sind die Menschen aufgefordert, daran mitzuwirken. Darauf zielt Speners ganzes Reformprogramm.
Mit dieser eschatologischen Zukunftshoffnung, die vom Chiliasmus beeinflusst ist, unterscheidet Spener sich von der lutherischen Theologie seiner Zeit. Während er mit einer innerweltlichen Verbesserung der Kirche rechnete, erwarteten die Vertreter der lutherischen Orthodoxie – wie auch Spener selbst in seiner Straßburger Zeit – das baldige Hereinbrechen des Jüngsten Tages.

### Therapie – „Einfältige Vorschläge“
Speners Reformprogramm gliedert sich in sechs einzelne Vorschläge. Die ersten beiden sind an Martin Luther angelehnt, die übrigen vier an Johann Arndt.

#### 1. „Das Wort Gottes reichlicher unter uns zu bringen“
Das „Wort Gottes“ verwendet Spener – wie schon vor ihm in der lutherische Orthodoxie – als Synonym für die Bibel. Sein Vorschlag hat eine dreifache Stoßrichtung: 1. Förderung der privaten Bibellesung, d. h. die Hausväter sollen täglich aus der Bibel vorlesen, 2. Einführung öffentlicher, fortlaufender Bibellesungen (lectio continua) ohne Auslegung zur Festigung der Bibelkenntnisse, 3. Versammlungen nach (1 Kor 14,26 ) zur Auslegung von Bibeltexten und zum Austausch; den Begriff Collegia pietatis verwendet Spener hier noch nicht.

#### 2. „Aufrichtung und fleißige Übung des geistlichen Priestertums“
Wie schon seit der Reformation gefordert, soll das geistliche (allgemeine) Priestertum aller Gläubigen gestärkt werden. Jedoch soll bei öffentlichen Veranstaltungen ein ordinierter Pfarrer auftreten. Im Notfall kann jedoch jeder Gläubige zum Einsatz kommen.

#### 3. „Den Leuten fleißig einzubilden, das Christentum bestehe nicht in Wissen, sondern in der Praxis“
Dem Wissen muss die Tat folgen. Es geht nicht mehr nur um die rechte Lehre und den rechten Glauben, sondern auch um das entsprechende Handeln. Dies zeigt sich praktisch in der Bruder- und Nächstenliebe.

#### 4. „Wie man sich in Religionsstreitigkeiten zu verhalten habe“
Religionsstreitigkeiten sind kein Selbstzweck, sondern zielen darauf, den Irrenden zur Wahrheit zu überführen. Dies soll in Liebe geschehen und von der Fürbitte getragen sein. Auch wenn die Wahrheit unbedingt zu schützen gilt, ist eine Bekehrung höherwertig als ein intellektueller Sieg. Zitat: „Denn eine intellektuelle Einsicht und das Überzeugtsein von einer Wahrheit ist bei weitem noch nicht der Glaube. [...] Daraus wird klar, dass Disputieren nicht genug ist, weder um bei uns selbst die Wahrheit zu erhalten, noch um sie den noch Irrenden beizubringen. Sondern dazu ist heilige Liebe Gottes vonnöten.“

#### 5. „Erziehung der Prediger auf den Universitäten“
Das Theologiestudium ist in doppelter Hinsicht zu verbessern: 1. Sollen die Studenten auch in ihrem eigenen Glauben gefördert und begleitet werden. Dazu sollen die Professoren als gutes Beispiel vorangehen und als Mentoren dienen. Des Weiteren seien auch an Universitäten Formen von Collegia pietatis zu gründen. 2. Doch auch die Lehrveranstaltungen an sich sollen verbessert werden. So schlägt Spener bspw. vor, akademische Disputationen einzuführen, in denen Studenten konträre Lehrmeinungen hören und sich selbst ein Urteil bilden können.

#### 6. „Einrichtung der Predigten zur Erbauung“
Predigten sollen nicht nur rhetorisch und ästhetisch kunstvoll vorgetragen werden. Sie sollen dem Zweck dienen, den Glauben und den „inneren Menschen“ zu stärken.

## Wirkung
Speners Pia desideria fand in der Kirche einen großen Widerhall. Kritische Stimmen richteten sich mehr gegen die Zukunftshoffnung als gegen die Reformvorschläge. Aus ganz Deutschland erreichten Spener zustimmende Zuschriften; an vielen Orten wurden seine Vorschläge aufgegriffen. Erst in den 1690er Jahren setzte heftigere Kritik seitens lutherisch-orthodoxer Theologen ein, der Spener in mehreren Publikationen begegnete.

## Ausgaben (Auswahl)
- Philipp Jacob Spener: Pia desideria oder herzliches Verlangen nach gottgefälliger Besserung der wahren evangelischen Kirche, 1675 (urn:nbn:de:bvb:12-bsb10267972-4 (vordatiert 1676); Deutsches Textarchiv; Neuauflage von 1841, Digitalisat in der Google-Buchsuche).
- Philipp Jakob Spener: Pia desideria. Herzliches Verlangen nach Gottgefälliger Besserung der wahren evangelischen Kirche sammt einigen einfältig dahin abzweckenden christlichen Vorschlägen. Aufs neue überarbeitet und mit Anmerkungen versehen von F.W.P. Ludwig Feldner, evangel. Pastor. Niesky bei Görlitz, 1846 (PDF-Datei).
- Philipp Jacob Spener: Pia Desideria. Herausgegeben von Kurt Aland (= Kleine Texte für Vorlesungen und Übungen, Nr. 170). Berlin 31964.
- Pia desideria – Umkehr in die Zukunft. Brunnen Verlag, Gießen 51995, ISBN 3-7655-9065-7 (modernisierte Ausgabe).
- Die Werke Philipp Jakob Speners. Studienausgabe. Hrsg. von Kurt Aland und Beate Köster. Bd. 1.1. Brunnen, Gießen 1996, S. 85–407 (auch als Separatausgabe 2005).